# Cmentarz Daniłowski
Cmentarz Daniłowski w Moskwie (ros. Даниловское кладбище) – nekropolia położona w rejonie dońskim Południowego okręgu administracyjnego Moskwy. Jej nazwa pochodzi od niedalekiej dawnej osady Daniłowskaja słoboda, której z kolei nazwa nawiązuje do XII-wiecznego Monasteru Daniłowskiego. 

## Historia i architektura
Powstała w 1771 w celu grzebania ofiar epidemii dżumy. Jednocześnie powstała część dla prawosławnych (obecnie cmentarz Daniłowski Centralny) i innowierców (obecnie część muzułmańska). W latach 1772–1832 potrzebom odwiedzających cmentarz służyła cerkiew pw. Męczenników Chersońskich. W 1828-1838 trwała budowa nowej cerkwi pw. Zesłania Ducha Świętego projektu Fiodora Szestakowa. W 1901 powstała kolejna cerkiew pod wezwaniem św. Mikołaja Cudotwórcy. W latach 1937–1946 zajmowali ją przedstawiciele Odnowicielstwa. 
Podczas obrony Moskwy w 1941 na terenie cmentarza znajdowała się bateria artylerii przeciwlotniczej, której betonowe pozostałości częściowo istnieją do dziś. W 1965 na mogile żołnierzy poległych w drugiej wojnie światowej i zmarłych z ran stanął pomnik projektu Andrieja Tumanowa.

## Pochowani
W carskiej Rosji na Cmentarzu Daniłowskim byli chowani głównie przedstawiciele mieszczaństwa, np. kupieckiej rodziny Trietiakowych (szczątki Pawła Trietjakowa w 1928 zostały ekshumowane na Cmentarz Nowodziewiczy. W 1998 do monasteru Opieki Matki Bożej w Moskwie zostały przeniesione szczątki świętej Matrony Moskiewskiej, jednak jej grób jest nadal odwiedzany przez pielgrzymów. Na cmentarzu spoczywają również liczni duchowni prawosławni, np. metropolita wołokołamski Pitrim, a w części muzułmańskiej - moskiewscy imamowie oraz baletmistrz i choreograf Machmud Esambajew.